# Chrysler Pronto Cruizer Concept
Pour les articles homonymes, voir Pronto.

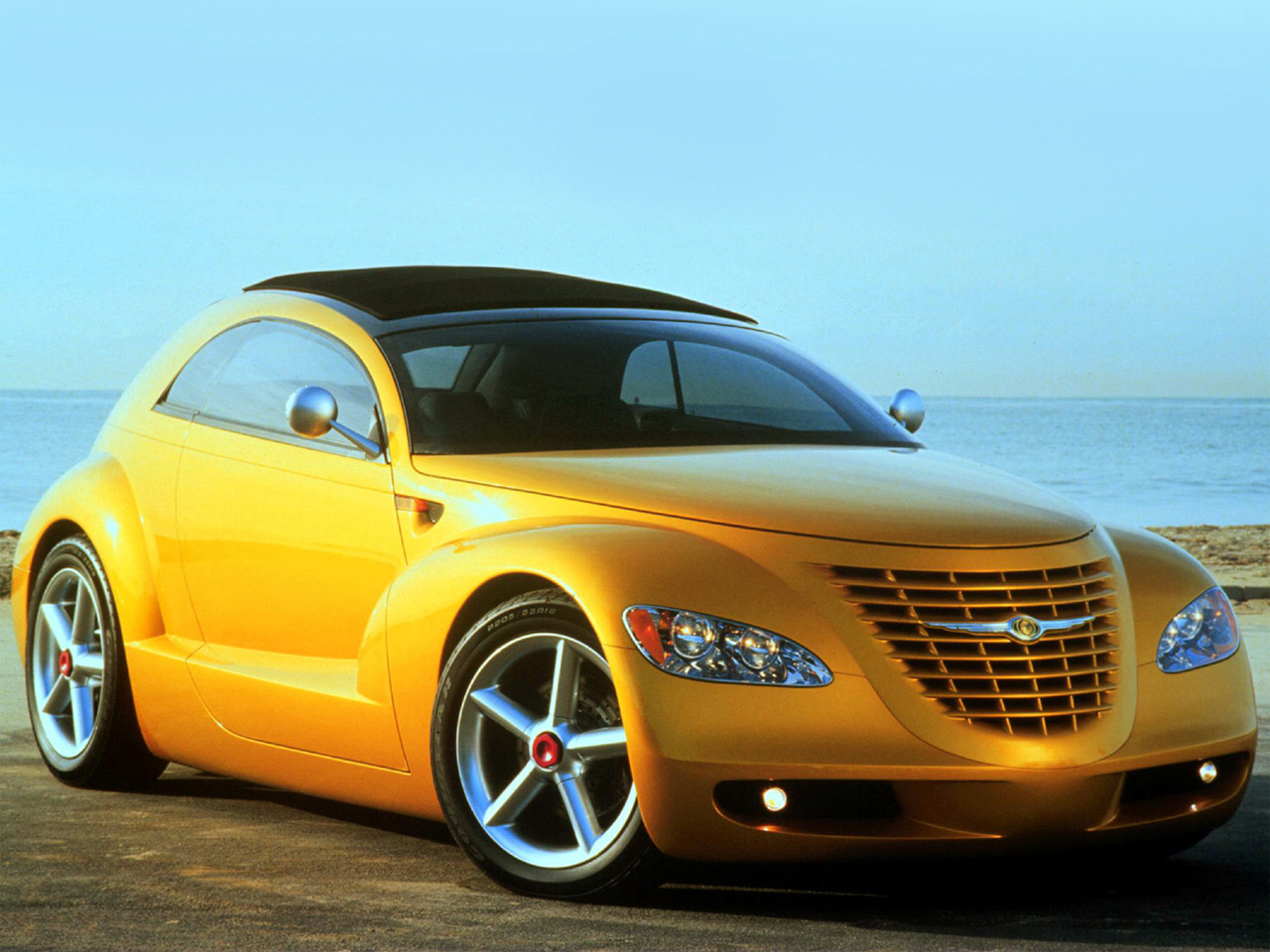
Chrysler Pronto Cruizer

La Chrysler Pronto Cruizer était un concept-car dessiné par Bryan Nesbitt pour Chrysler — un design qui a finalement évolué dans le Chrysler PT Cruiser.
Le Pronto Cruizer a été présenté en 1999 lors du salon de l'Auto de Genève en tant que possible modèle Plymouth, comme avec les autres concepts « Pronto », (1997 Plymouth Pronto et 1998 Plymouth Pronto Spyder). Le Pronto Cruizer est devenu une Chrysler en raison de l'arrêt de la marque Plymouth.
Le véhicule possédait un moteur 1.6L quatre cylindres avec une boîte cinq vitesses manuelle emprunté à la deuxième génération de la Dodge/Plymouth Neon. Le design était également dérivé de la Neon, mais avec des éléments empruntés à un autre concept-car de DaimlerChrysler, la Plymouth Pronto. La Pronto Cruizer avait une calandre et des ailes qui rivalisaient avec celles utilisées sur la Plymouth Prowler au style unique. Un toit rétractable en tissu était également utilisé sur la Pronto Cruizer.
Le Pronto Cruizer a été recréé à l'échelle 1:18 par Maisto en peinture Jaune. Plus tard, un autre modèle à l'échelle 1:18 du Pronto Cruizer a été publié par Maisto, cette fois, avec un thème de Marvel : l'Incroyable Hulk.